# كلية الإعلام (جامعة القاهرة)
كلية الإعلام، إحدى كليات جامعة القاهرة بمدينة الجيزة، مصر.

## تاريخ
يرجع تاريخ الدراسات الإعلامية الجامعية في مصر إلى عام 1939 حينما تم إنشاء معهد الصحافة العالي الذي عرف فيما بعد باسم معهد التحرير والترجمة والصحافة في كلية الآداب جامعة القاهرة. ويرجع الفضل في تأسيس المعهد إلى الدكتور محمود عزمي والدكتورالعبقرى طه حسين، وكان المعهد يمنح دبلوما عاليا معادلاً لدرجة الماجستير.
وفي عام 1954 تحول المعهد إلى قسم للتحرير والترجمة والصحافة بكلية الآداب، يمنح درجات الليسانس والماجستير والدكتوراه، وتولى رئاسته الدكتور/ عبد اللطيف حمزة.
وفي 19 ديسمبر 1969 تم تحويل القسم إلى معهد مستقل للإعلام، بدأت الدراسة فيه لطلاب الدراسات العليا في مارس 1971، وفي أكتوبر من نفس العام لطلاب البكالوريوس.
وفي 1974 تحول معهد الإعلام إلى كلية الإعلام، لتكون أول كلية مستقلة للإعلام في الشرق الأوسط، تضم ثلاثة أقسام علمية هي: (الصحافة والنشر)، و(الإذاعة والتليفزيون)، و(العلاقات العامة والإعلان).

## رؤساء المعهد
توالى على رئاسة معهد التحرير والترجمة والصحافة، ثم قسم الصحافة، ومعهد الإعلام، وكلية الإعلام عدد من رواد الدراسات الإعلامية في مصر، وهم:
- الدكتور/ عبد اللطيف حمزة
- الدكتور/ إبراهيم إمام
- الدكتور / عبد الملك عودة
- الدكتور/ سمير حسين
- الدكتور/ مختار التهامي
- الدكتورة / جيهان رشتي
- الدكتور / فاروق أبوزيد
- الدكتور / علي عجوة (منذ العاشر من سبتمبر 2000 وحتى أكتوبر 2003)
- الدكتورة / ماجي الحلواني
- الدكتورة/ ليلى عبد المجيد
- الدكتور / سامى عبد العزيز
- الدكتور / حسن عماد مكاوي
- الدكتورة / جيهان يسري
- الدكتورة / هبة السمري
- الدكتورة /هويدا مصطفى
- كما تولى الإشراف على الكلية في بعض الفترات عدد من قيادات جامعة القاهرة، وهم:

- الدكتور/ حسن الشريف.
- الدكتور/ حسن حمدي.
- الدكتور/ حلمي نمر.
- الدكتورة/ ثريا البدوي ( العميد الحالي )

## أقسام الكلية
تنقسم الكلية لثلاثة أقسام هي:
1. إعلام عربي
2. إعلام إنجليزي
3. إعلام رقمي

وينقسم كل من قسمي إعلام عربي وإعلام إنجليزي إلى:
1. إذاعة وتليفزيون
2. صحافة
3. العلاقات العامة

ويبدأ التخصص في فرع من الفروع ابتداءً من السنة الثانية للطالب في القسم العربي والسنة الثالثة للطالب في القسم الإنجليزي.
1. تم افتتاح قسم للتعليم المفتوح بالكلية عام 2009 ويدرس فية قسم عام اى تكون على ادراك تام بكل الاقسام

## الاستوديوهات
توجد في كلية الاعلام استديوهات للإذاعة والتلفزيون. صممت الأستديوهات المصممة بطريقة علمية تتناسب مع الاحتياجات الفنية للإنتاج التلفزيوني، ومنها عزل جدران الاستديوهات وأرضياتها ضد الصوت والحرارة بالصوف الزجاجي 
وتضم الاستوديوهات:
- استديو الراديو
- غرفة التحكم في استوديو الراديو
- الاستديو التلفزيوني
- غرفة التحكم في الاستديو التليفزيوني

تضم منطقة الأستديوهات غرفتان للمونتاج التلفزيوني إحداهما وحدة مونتاج لا خطي NON LINEAR تدار بالكمبيوتر، وتعد أحدث وحدة مونتاج من نوعها، وتماثل ما هو مستخدم من وحدات المونتاج الرقمية الحديثة في التلفزيون المصري.
وحدة المونتاج الأخرى تعتمد على خاصية المونتاج المباشر مزودة بالأجهزة الرقمية والمؤثرات البصرية.
وحدات المونتاج بالاستوديو هي : 
- غرفة المونتاج الخطى.

الجدير بالذكر أن المواد التلفزيونية المنتجة من الأستديو صنفت على أنها مواد مستوفية (من الناحية الهندسية) لشروط البث التلفزيوني.

## المعامل
تهدف المعامل بالكلية إلى خدمة الاحتياجات العملية والتعليمية للدارسين بكلية الإعلام بأقسامها الثلاث: الإذاعة والتليفزيون - الصحافة - العلاقات العامة والإعلان.تضم الكلية المعامل الآتية :
- معمل الكمبيوتر الرئيسى
- معمل نادى تكنولوجيا المعلومات
- معمل صوت الجامعة
- معمل العلاقات العامة والإعلان
- معمل اللغات